# 虹膜括約肌
虹膜括約肌是一種位於虹膜的肌肉，它圍繞在瞳孔的周圍，其功能在於控制瞳孔的收縮。

## 比較解剖學
存在於脊椎動物以及部分頭足綱動物體內。

## 構造
最初是由平滑肌細胞組成，但發育成熟後主要由橫紋肌所組成
寬約0.75 mm，厚約0.15 mm。

## 行為模式
在人體內，虹膜括約肌會在遭遇強光時收縮瞳孔（對光反射）。

## 神經支配
虹膜括約肌受到動眼神經副核的控制，連接二者的副交感神經經過動眼神經、睫狀神經節和短睫神經進入眼睛，短睫神經會向前延伸穿過鞏膜並連接虹膜括約肌。

## 外部連結
- Overview of function at tedmontgomery.com （页面存档备份，存于）
- Slide at mscd.edu
- Histology image: 08010loa – 波士顿大学的组织学学习系统